# レンタルの恋
『レンタルの恋』（レンタルのこい）は、2017年1月19日から3月23日まで毎週木曜 0時10分 - 0時40分（水曜深夜）にTBS系の水曜版『テッペン!』・『水ドラ!!』枠で放送されたテレビドラマである。主演は剛力彩芽。

## あらすじ
クリスマスの日、大学生・山田公介の住むアパートに、大きな箱を担いだ一人の中年の男が現れた。男は公介に何も言わず立ち去り、箱の中から、一人の若い女性が出てきた。彼女の名前は高杉レミという。

## キャスト

### 主要人物
高杉 レミ
演 - 剛力彩芽（幼少期：鴫原凛）
「Rental Lovers」人気No.1の“レンタルの彼女”、レンタル時間内であればお客のどんな要望も決して断ることなく遂行して、必ず満足させる。
山田 公介
演 - 太賀
就職活動に失敗し、やりたいこともない平凡で地味な大学3年生、レミに恋をしてしまう。女性経験なしの童貞。
道端 すみれ
演 - 岸井ゆきの
公介の幼なじみで、実は公介のことが好き。

### Rental Lovers
鷹見 鑑物
演 - 温水洋一
「Rental Lovers」の社長兼マネージャー。
天戸 悠
演 - 原幹恵
レミと同じく「Rental Lovers」で働く人気No.2、勝手にレミをライバル視して敵意を抱いている。
香川 アケミ
演 - 金田彩奈
「Rental Lovers」で働く女性で、天戸悠の手下的存在。

### その他
橘 隼人
演 - 健太郎
公介とは中学以来の親友。
細井 美姫
演 - 信江勇
隼人の彼女。
結城 翔
演 - 清原翔
公介たちが通う大学のイケメン後輩。すみれに対し恋心を抱いていて、公介にとってウザい存在。

### ゲスト

#### 第2話
サニー 岳山
演 - 橋本じゅん
アウトドアオタクのお客。

#### 第3話
竜夫
演 - 宇梶剛士
不慮の事故で30年間眠っていたヤンキー。
弘樹
演 - 佐久間哲
竜夫の親友。

#### 第4話
メロ彦
演 - IVAN
ネット動画配信者の人気者。
一樹
演 - 岡田優
アケミのデート相手。
住職
演 - 山上賢治

#### 第6話
龍
演 - 石川樹
天才子役。
医師
演 - モト冬樹
セクハラ医師。
監督
演 - 夙川アトム
福山雅治
演 - みっちー

#### 第7話
桐生 誠志郎
演 - 黒羽麻璃央
レミの過去を知る謎のキザ男。

#### 第8話
一色 照彦
演 - 若林正恭
レミに昆虫デートを迫るデザイン事務所の経営者。
長津田の佐々木
演 - 川藤幸三
「Rental Lovers」の常連客、レミの初あてのデート相手。
借金取り
演 - 鈴木将一朗、板倉チヒロ

#### 第9話
小向
演 - 山本圭祐
ウェイター。

#### 最終話
道行く人
演 - 村松利史

## スタッフ
- 脚本 - 田辺茂範 、奥山雄太、小島剛人
- 音楽 - 安田明祐
- 音楽プロデューサー - 志田博英
- 主題歌 - 赤い公園「闇夜に提灯」（UNIVERSAL J）[2]
- 撮影 - 寺田将人、山崎一央
- CA - 名城綾香
- VE - 山本直紀
- 照明 - 鈴木博文、諸岡亮
- 音声 - 土屋年弘、志村紀貴
- テクニカルマネージャー - 田中浩征
- 編集 - 佐藤夕夏
- MA - 宮﨑匡宏
- 音響効果 - 稲川壮
- 音楽コーディネーター - 久世烈
- 美術 - 石井健将
- 美術制作 - 串岡良太郎
- CGデスク - 松野忠雄
- タイトルCG - 玄本和世
- 装飾 - 酒井善弘、畑中真希
- 建具 - 大崎健一
- 電飾 - 秦一志
- 操作 - 大森俊也
- 植木 - 西村尚樹
- 衣装 - 矢野竜大、鈴木莉歩
- ヘアメイク - 日野萌菜美、蔍直美
- 持道具 - 小澤友香
- 編成 - 中井芳彥
- 宣伝担当 - 小林久幸、中島千夏
- スチール - 下平知子
- イソターネット - 三浦信志
- 記録 - 井坂尚子
- デスク - 藤田順子、吉田佳奈美
- プロデューサー - 宮﨑真佐子、鈴木早苗
- プロデューサー補 - 木村政和、宮﨑美紀
- 演出 - 渡瀬暁彦、伊藤雄介、渡部篤史
- 演出補 - 森久祐弥、橋本梓、尹智秀、池田絢人
- 制作担当 - 清水貴紀
- 制作主任 - 幡野英二
- 制作進行 - 池田彩乃、伊藤陽
- 制作著作 - TBS

## 放送日程
| 各話   | 放送日  | サブタイトル                                       | 脚本     | 演出     |
| ------ | ------- | -------------------------------------------------- | -------- | -------- |
| 第1話  | 1月19日 | 最強レンタル彼女現る！剛力が体当りのコスプレ披露   | 田辺茂範 | 渡瀬暁彦 |
| 第2話  | 1月26日 | 教えたがり男とサバイバルデートで、彼女が本性現す!? | 田辺茂範 | 伊藤雄介 |
| 第3話  | 2月02日 | 不良中年と喧嘩上等の青春デート                     | 田辺茂範 | 渡瀬暁彦 |
| 第4話  | 2月09日 | 人気ユーチューバーと生配信デート！                 | 田辺茂範 | 渡部篤史 |
| 第5話  | 2月16日 | 汗と涙と友情と…奇跡は起こせる!!                    | 奥山雄太 | 渡瀬暁彦 |
| 第6話  | 2月23日 | 子役に恋愛指導デート！そして恋が走り出す…          | 田辺茂範 | 伊藤雄介 |
| 第7話  | 3月02日 | レンタル彼女のデートテク、教えてあげる！           | 田辺茂範 | 渡部篤史 |
| 第8話  | 3月09日 | 人類と昆虫の愛の物語                               | 田辺茂範 | 渡瀬暁彦 |
| 第9話  | 3月16日 | プロポーズ大作戦！ついに衝撃の正体判明…            | 田辺茂範 | 伊藤雄介 |
| 最終話 | 3月23日 | さよなら、最強のレンタル彼女                       | 田辺茂範 | 渡瀬暁彦 |

- 第7話は、『WBC世界一奪還へ！侍ジャパン壮行試合 日本vs台湾』放送延長のため55分繰り下げ。

## ネット局と放送時間
| 放送対象地域   | 放送局                | 系列    | 放送期間                | 放送日時                     | 備考       |
| -------------- | --------------------- | ------- | ----------------------- | ---------------------------- | ---------- |
| 関東広域圏     | TBSテレビ（TBS）      | TBS系列 | 2017年1月19日 - 3月23日 | 木曜 0:10 - 0:40（水曜深夜） | 製作局     |
| 北海道         | 北海道放送（HBC）     | TBS系列 | 2017年1月19日 - 3月23日 | 木曜 0:10 - 0:40（水曜深夜） | 同時ネット |
| 岩手県         | IBC岩手放送（IBC）    | TBS系列 | 2017年1月19日 - 3月23日 | 木曜 0:10 - 0:40（水曜深夜） | 同時ネット |
| 福島県         | テレビユー福島（TUF） | TBS系列 | 2017年1月19日 - 3月23日 | 木曜 0:10 - 0:40（水曜深夜） | 同時ネット |
| 愛媛県         | あいテレビ（itv）     | TBS系列 | 2017年1月19日 - 3月23日 | 木曜 0:10 - 0:40（水曜深夜） | 同時ネット |
| 静岡県         | 静岡放送（SBS）       | TBS系列 | 2017年1月22日 - 3月26日 | 日曜 1:53 - 2:23（土曜深夜） | 遅れネット |
| 宮崎県         | 宮崎放送（MRT）       | TBS系列 | 2017年1月24日 - 3月28日 | 火曜 1:00 - 1:30（月曜深夜） | 遅れネット |
| 岡山県・香川県 | 山陽放送（RSK）       | TBS系列 | 2017年1月26日 - 3月30日 | 木曜 0:40 - 1:10（水曜深夜） | 遅れネット |
| 近畿広域圏     | 毎日放送（MBS）       | TBS系列 | 2017年1月26日 - 3月30日 | 木曜 1:59 - 2:30（水曜深夜） | 遅れネット |
| 新潟県         | 新潟放送（BSN）       | TBS系列 | 2017年1月28日 - 4月01日 | 土曜 1:20 - 1:50（金曜深夜） | 遅れネット |
| 高知県         | テレビ高知（KUTV）    | TBS系列 | 2017年2月08日 - 4月12日 | 水曜 23:55 - 翌0:25          | 遅れネット |
| 熊本県         | 熊本放送（RKK）       | TBS系列 | 2017年2月16日 - 4月20日 | 木曜 0:55 - 1:25（水曜深夜） | 遅れネット |
| 石川県         | 北陸放送（MRO）       | TBS系列 | 2017年2月23日 - 4月27日 | 木曜 1:15 - 1:45（水曜深夜） | 遅れネット |
| 山梨県         | テレビ山梨（UTY）     | TBS系列 | 2017年3月14日 - 5月16日 | 火曜 1:20 - 1:50（月曜深夜） | 遅れネット |
| 山口県         | テレビ山口（tys）     | TBS系列 | 2017年3月17日 - 5月19日 | 金曜 1:12 - 1:42（木曜深夜） | 遅れネット |
| 青森県         | 青森テレビ（ATV）     | TBS系列 | 2017年3月21日 - 5月30日 | 火曜 0:43 - 1:13（月曜深夜） | 遅れネット |